# Lee Woon-jae
Lee Woon-jae (kor. 이운재; ur. 26 kwietnia 1973 w Cheongju) – koreański piłkarz występujący na pozycji bramkarza, reprezentant Korei i zawodnik klubu K-League Suwon Samsung Bluewings, w którym grał od 1996 do 2010 roku. Piłkarz brał udział w trzech mundialach: MŚ 1994, MŚ 2002 i MŚ 2006. Łącznie na imprezach tych rozegrał 13 spotkań.